# بايج هيرد
بايج هيرد (بالإنجليزية: Paige Hurd)‏ هي ممثلة أمريكية، ولدت في 20 يوليو 1992 بدالاس في الولايات المتحدة.

## وصلات خارجية
- بايج هيرد على موقع IMDb (الإنجليزية)
- بايج هيرد على موقع ألو سيني (الفرنسية)
- بايج هيرد على موقع أول موفي (الإنجليزية)
- بايج هيرد على موقع قاعدة بيانات الأفلام السويدية (السويدية)
- بايج هيرد على موقع قاعدة بيانات الفيلم (الإنجليزية)
- بايج هيرد على موقع كينوبويسك (الروسية)